# 라트코 믈라디치
라트코 믈라디치(세르비아어: Ратко Младић, Ratko Mladić, 1942년 3월 12일 ~)는 유고슬라비아 및 스릅스카 공화국의 군인이다. 보스니아 헤르체고비나가 유고슬라비아로부터 독립했을 때, 보스니아 헤르체고비나에서 일방적인 분리를 선언한 보스니아 헤르체고비나의 세르비아계 공화국인 스릅스카 공화국의 참모총장이 되었다. 믈라디치는 보스니아 헤르체고비나 전쟁이 계속된 1992년부터 1995년까지 스릅스카 공화국군(Vojska Republike Srpske, 이하 VRS)의 참모 총장을 지냈다.

## 생애
믈라디치는 1942년 3월 12일, 독일, 이탈리아의 괴뢰국이었던 크로아티아 독립국 보자노비치 (현 보스니아-헤르체고비나 보자노비치)에서 태어났다. 믈라디치의 아버지는 유고슬라비아 빨치산의 리더였으나, 우스타샤와 싸우던 중 전사했다. 1961년 군사공업학교에 입학했다. 학교를 졸업한 이후에는 육군 사관학교에 들어갔고, 1965년 유고슬라비아 군에 입대하며 본격적으로 장교로서의 길을 선택했다.

### 유고슬라비아 내전 발발 이후
믈라디치는 1991년 유고슬라비아가 해체되던 해에 믈라디치는 크로아티아 크닌으로 발령을 갔다. 믈라디치는 크닌에서 유고슬라비아 제9군단을 지휘하며 좋은 성과를 보여, 다음 해에 사라예보에 있는 유고슬라비아 인민군 제2군관구의 사령관이 되었다.

#### 사라예보 포위전에서의 역할
믈라디치는 사라예보에서 스릅스카 공화국 군을 지휘했으며, 세르비아 군과 함께 사라예보 도시 전체를 3년 동안 봉쇄했다. 이 과정에서 민간인 무차별 포격 같은 비인륜적인 행위들이 일어났으며, 포격으로 인해 민간인만 5,600명이 사망하였다.

#### 스레브레니차 학살
믈라디치는 스릅스카 공화국의 대통령이었던 라도반 카라지치의 명령에 따라 스레브레니차에서 8,300명의 무슬림 보스니아인을 잔혹하게 학살했다. 이는 제 2차 세계대전 이후로 가장 규모가 큰 집단학살이다.

## 종전 이후
믈라디치는 1992년부터 1995년에 걸쳐 행해진 사라예보에 대한 포위 공격과 1995년 7월 11일에 스레브레니차에서 8,300명 이상의 보스니아인이 살해된 스레브레니차 학살과 관련해 집단 학살, 전쟁 범죄, 인도에 대한 죄 등의 용의로 헤이그의 구유고슬라비아 국제형사재판소에 기소되어 있었다.

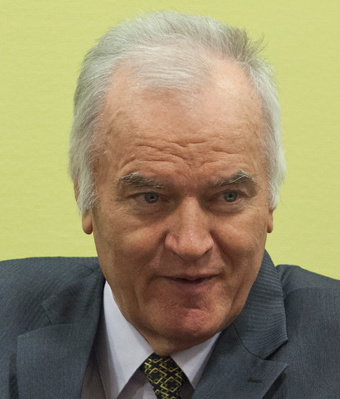
첫 재판중의 믈라디치.

믈라디치에 대해선 구유고슬라비아 국제형사재판소의 제61조에 의해 국제 영장이 나와 있으며, 미국은 믈라디치와 라도반 카라지치의 체포에 500만 달러의 현상금을 걸었다. 세르비아 정부는 2007년 10월 11일에 믈라디치의 체포에 연결되는 정보에 대해 100만 유로의 현상금을 건다고 발표하였다. 다른 전범인 라도반 카라지치는 2008년 7월에 체포돼 헤이그에 보내졌지만, 믈라디치의 행방은 이후에도 여전히 알 수 없었다.
2011년 5월 26일, 세르비아 경찰에 의해 세르비아 북동부의 작은 마을 라자레보에 있는 친척의 집에 숨어있는 믈라디치를 발견, 끝내 체포했다. 그리고 당일, 보리스 타디치 대통령의 발표에 따라 체포가 확인되었다.
2017년,네덜란드 헤이그 구유고슬라비아 국제형사재판소에서 이루어진 재판에서 전쟁범죄와 인권 유린,학살등 10개의 혐의가 인정되어 종신형을 선고받았으나, 항소를 진행했다. 하지만, 국제형사재판소 최종심에서도 재판관 5명 중 4명이 찬성하며 하급 법원의 판결을 유지하고 항소를 기각하며 종신형이 확정되었다.
믈라디치는 재판 이후에도 자신이 저지른 죄를 반성하거나 후회하지 않고 있다.
2020년, 믈라디치가 벌였던 스레브니차 학살을 기반으로 한 영화도 나왔다.

## 같이 보기
- 슬로보단 밀로셰비치
- 라도반 카라지치
- 스릅스카 공화국
- 보스니아 헤르체고비나 전쟁
- 스레브레니차 학살
- 구유고슬라비아 국제형사재판소